# بلدة أثينز (مقاطعة أثينز)
بلدة أثينا هي واحدة من أربع عشرة بلدة في مقاطعة أثينا، أوهايو، الولايات المتحدة. وجد تعداد 2010 أن هناك 30473 شخصًا في البلدة.

## الاسم والتاريخ
تم تنظيم بلدة أثينا في عام 1805.
على مستوى الولاية، تقع بلدة أثينا الأخرى الوحيدة في مقاطعة هاريسون.

## روابط خارجية
- موقع ويب Township
- موقع المقاطعة